# الجبيل (مسورة)

تعديل مصدري - تعديل

الجبيل هي إحدى قرى عزلة مسورة بمديرية مسورة التابعة لمحافظة البيضاء، بلغ تعداد سكانها 126 نسمة حسب تعداد اليمن لعام 2004.